# Distenia rufipes
Distenia rufipes är en skalbaggsart som beskrevs av Bates 1870. Distenia rufipes ingår i släktet Distenia och familjen långhorningar.
Artens utbredningsområde är:
- Costa Rica.
- Panama.

Inga underarter finns listade i Catalogue of Life.